# Pasaje de Matheu

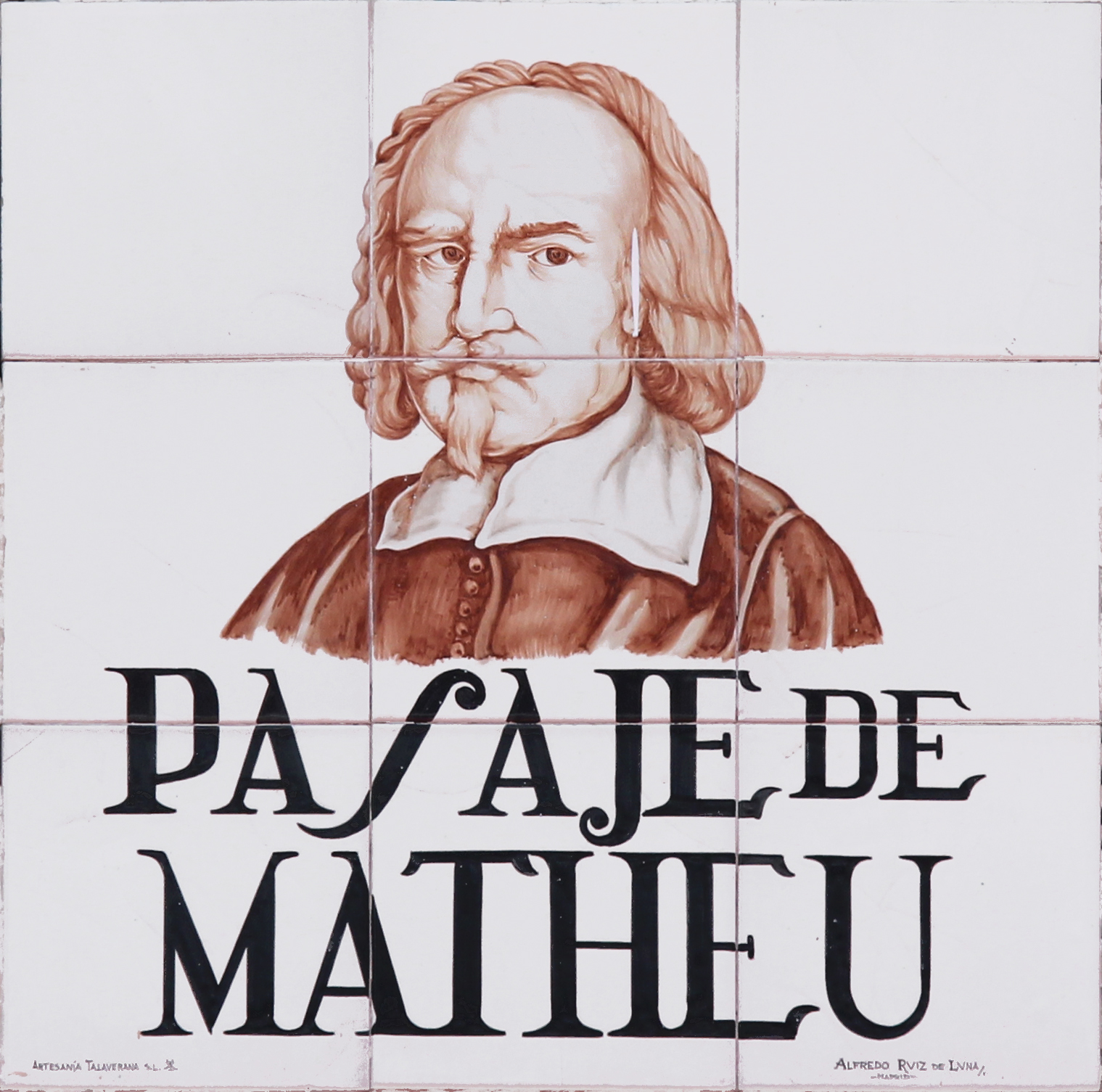
Señalamiento del Pasaje de Matheu.

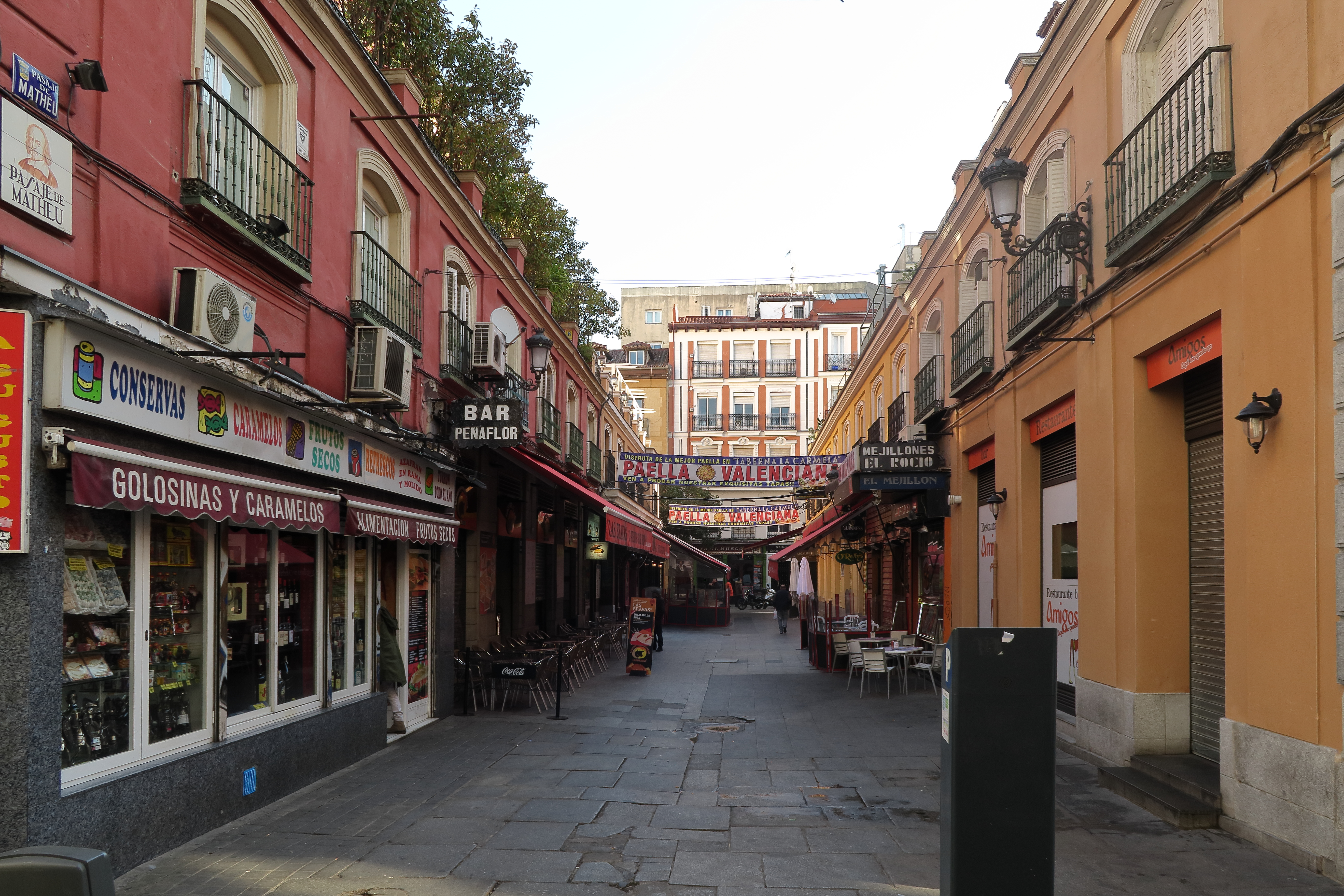
Pasaje de Matheu, desde la calle de Espoz y Mina (2017)

El Pasaje de Matheu (antes Pasaje Comercial La Equidad) es una breve travesía en el barrio de Sol de Madrid. Une la calle de Espoz y Mina con la de la Victoria, y debe su nombre al inversor madrileño Manuel Matheu que adquirió en ella un local tras la demolición del Convento de Nuestra Señora de las Victorias en 1836.

## Historia
La idea del financiero Matheu era la de realizar un pequeño boulevard al estilo de los existentes en París. Su construcción se realiza entre los años 1843 y 1847. A finales del siglo XIX fue uno de los pasajes más suntuosos de Europa, en las descripciones que hace de él Pascual Madoz. El pasaje estaba cubierto por una estructura de hierro ya perdida. La armadura metálica estaba rematada en sus extremos con sendos arcos decorados con grupos escultóricos alegóricos del comercio y la riqueza. 
A partir de 1870, dos súbditos franceses abrieron un cafe cada uno, el Café de Francia (cuyo dueño pasaba por ser un revolucionario que había huido de París tras la supresión de la Comuna en el año 71), y el Café de París, llevado al parecer por un galo de ideología monárquica y conservadora. A ellos se les atribuye la costumbre de sacar mesas a la calle. Convertida en calle peatonal, desde la década de 1960 se establecieron diversos bares y restaurantes.